# 佩列米日扎
佩雷米日扎（烏克蘭語：Переміжжя）是烏克蘭北部的村落，隸屬日托米爾州的日托米爾區。該村面積0.39平方公里，海拔高度173米，2001年人口70，人口密度每平方公里179.49人。